# Wilhelm von Ramming
Wilhelm Freiherr von Ramming von Riedkirchen (30 de junio de 1815 - 1 de julio de 1876) fue un Feldzeugmeister austríaco quien comandó un cuerpo de ejército durante la guerra austro-prusiana.

## Biografía
Después de asistir a la Academia Militar en Wiener Neustadt, Wilhelm Ramming fue elegido en octubre de 1834 como teniente en el Regimiento de Coraceros N.º 7, con el que sirvió los siguientes cinco años. El 30 de noviembre de 1839, se convirtió en teniente en el estado mayor de la Intendencia General. Fue promovido a capitán el 20 de junio de 1845. Durante la Primera guerra de la Independencia italiana sirvió a las órdenes del FML Haynau y participó en el ataque a Brescia y en el sitio al Fuerte Malghera, así como en las batallas contra los insurgentes en Pieve di Cadore. El 4 de junio de 1849, fue designado teniente coronel. 
Durante la Revolunción húngara Ramming tomó parte en las batallas en Szered, Raab, Komorn y Szegedin com parte del Estado Mayor General del FZM Haynau. Por sus servicio como jefe de Estado Mayor del ejército durante la campaña de verano en Hungría, fue promovido a coronel y fue nombrado Cruz de Caballero de la Orden Militar de María Teresa.
Ramming fue ennoblecido como barón en 1851. Después de la paz permaneció como jefe del estado mayor del 3º Ejército en Hungría. El 17 de mayo de 1854 fue promovido a mayor general. Después de ser jefe de Estado Mayor de varios cuerpos de ejército durante varios años, recibió una brigada dentro del III. Cuerpo de Ejército y fue promovido a Feldmarshall-Leutnant el 28 de junio de 1859.
Con su brigada, tomó parte en la Segunda guerra de la Independencia italiana, donde sirvió en la batalla de Magenta. Después fue asignado como jefe de Estado Mayor de Heinrich von Heß, como jefe de la oficina de operaciones. Después de la Paz de Villafranca en 1859, Ramming recibió el puesto de Feldmarshall-Leutnant al cargo de la operativa de gestión en el Estado Mayor de Intendencia General. 
En 1864 Ramming recibió el mando del VI. Cuerpo de Ejército, que también comandó en la guerra austro-prusiana en 1866. Derrotado por el V Cuerpo de Steinmetz en Náchod el 27 de junio, el cuerpo de Ramming formó la reserva en Skalitz y en Sadowa. Después de la guerra sirvió como comandante general en Praga, Sibiu y Brno. En 1868 Ramming fue promovido a Felzeugmeister. 
En 1873 fue elegido miembro vitalicio de la Cámara de los Señores. 
Wilhelm von Ramming murió en Karlsbad el 1 de julio de 1876.